# Laphria lata
Laphria lata är en tvåvingeart som beskrevs av Macquart 1850. Laphria lata ingår i släktet Laphria och familjen rovflugor. Inga underarter finns listade i Catalogue of Life.